# Чемпионат Исландии по футболу 1916
Чемпионат Исландии по футболу 1916 года стал пятым розыгрышем первенства страны по футболу. Чемпионский титул в четвёртый раз в своей истории завоевал «Фрам». Все матчи прошли на Спортивном стадионе в Мелуне (округ Рейкьявика).

## Турнирная таблица
| М | Команда   | И | В | Н | П | Мячи  | ±  | О |
| - | --------- | - | - | - | - | ----- | -- | - |
| 1 | Фрам      | 2 | 1 | 1 | 0 | 4 − 3 | +1 | 3 |
| 2 | Рейкьявик | 2 | 0 | 2 | 0 | 5 − 5 | 0  | 2 |
| 3 | Валюр     | 2 | 0 | 1 | 1 | 4 − 5 | −1 | 1 |

И — игры, В — выигрыши, Н — ничьи, П — проигрыши, Мячи — забитые и пропущенные голы, ± — разница голов, О — очки

## Состав чемпионов
- Хаукур Торс (вратарь)
- Арребо Клаусен
- Гудмундур Херсир
- Олафур Магнуссон
- Кнутур Кристинссон
- Гейр Х. Зога
- Петур Хоффманн Магнуссон
- Магнус Бьёрнссон
- Трюггви Магнуссон
- Гуннар Халлдорссон
- Гуннар Торстейнссон
- Петур Сигурдссон

## Факты о чемпионате
- «Фрам» после окончания второй встречи начал праздновать четвёртое чемпионство, однако «Рейкьявик» подали протест в Футбольную ассоциацию. По правилам, чемпион определялся после двух побед. В итоге 11 июля 1916 состоялась переигровка, в которой «Фрам» победил 3:1 и законно завоевал чемпионский титул.
- В 1916 году был забит первый автогол в чемпионате: неудачником стал игрок команды «Валюр», что привело к ничье в матче против «Рейкьявика» 3:3
- В переигровке Магнус Бьёрнссон из «Фрама» играл с тяжёлой травмой и сумел забить первый гол своей команды